# Polyxène Sforza
Pour les articles homonymes, voir Polyxène (homonymie).
Pour les autres membres de la famille, voir Famille Sforza.
Polyxène Sforza, née à Fermo en 1428 et morte en juin 1449 à Rimini, est la fille de Francesco Sforza, duc de Milan et de son amante Giovanna Acquapente (it) dite la Colombe qui en 17 ans lui donna cinq enfants; elle porte le prénom de la première épouse de Francesco Polyxène Ruffo (it).

## Biographie

### Mariage
Elle fut la seconde épouse de Sigismond Malatesta seigneur de Rimini, le mariage est célébré le 29 avril 1442 à Rimini.
Elle apporte en dot Mondavio, le château de l'horloge à condition de l'embellir et de le fortifier 
.
Ils eurent deux enfants : 
- Galeotto né en 1447, mort quelques mois après sa naissance;
- Giovanna, née en 1444, décédée en 1511 qui épousa Giulio cesare da Verano en 1451[3].

Elle meurt en juin 1449 dans la Scola du Castel Sismondo probablement de la peste.

### Uxoricide
En 1461, le Pape Pie IIe accuse son mari d'avoir assassiné ses deux femmes Genévra et Polyxène, ainsi de nombreuses autres personnes, et l'excommunie.
Elle aurait été étouffée, étranglée et le moine franciscain qui l'aurait entendu en confession aurait lui aussi été assassiné.

## Sources
- (it) Cet article est partiellement ou en totalité issu de l’article de Wikipédia en italien intitulé « Polissena Sforza » (voir la liste des auteurs).